# Alfredo Leuco
Alfredo Manuel Lewkowicz (Córdoba, 9 de abril de 1955), conocido como Alfredo Leuco, es un periodista político argentino.
Conduce Le doy mi palabra por Radio Mitre y El diario de Leuco por la señal de cable La Nación +. 
Desde 2015 hasta 2018 estuvo al frente del programa Los Leuco por el canal Todo Noticias junto a su hijo Diego, que comparte la misma profesión. Además, escribe en el diario Perfil.

## Biografía

### Comienzos
Sus padres son Luis Mario Lewkowicz y Esther Zondzinsky, miembros de una familia judía-polaca que para huir del nazismo emigraron hacia Argentina, donde instalaron una panadería hasta que su padre se recibió de farmacéutico y abrió la Farmacia Alvear en la ciudad de Córdoba.
En su adolescencia y juventud, durante los años finales de la década de 1960 y 1970 se formó ideológicamente con la Revolución cubana y el guevarismo y se afilió al Partido Comunista. En 1974 comenzó a estudiar Ciencias de la Información en la Universidad Nacional de Córdoba.
El 24 de marzo de 1976, formó parte de la facción del ERP (Ejército Revolucionario del Pueblo) que tomaron la Facultad de Ciencias de la Información de la Universidad Nacional de Córdoba para resistir el golpe de Estado que dio inicio a la última dictadura cívico-militar. La policía desalojó la facultad y los estudiantes que la habían tomado tuvieron que dejar asentada su identidad en el libro del Departamento de Inteligencia de la Policía de Córdoba (D2), a cargo del represor Raúl Pedro Telleldín. Fue en ese momento cuando, para ocultar su identidad, informó a la policía que su apellido era "Leuco", en lugar de Lewkowicz. El cambio de apellido lo hizo escaparse, porque en ese momento su nombre ya integraba las listas de militantes que debían ser secuestrados y seguramente desaparecidos, al punto que, mientras estaba siendo detenido en la universidad, un grupo de tareas del III Cuerpo de Ejército había ido a su casa a detenerlo.
Inmediatamente después de ese hecho, Leuco se trasladó por seguridad a Buenos Aires. También debió incorporarse al Ejército para cumplir con el servicio militar obligatorio, siendo destinado a Córdoba. Él mismo contó que una noche de julio de 1976, estuvo a punto de matar al general Luciano Benjamín Menéndez, jefe de la represión en Córdoba, cuando fue asignado a custodiar la casa del militar, llegando a colocarlo en la mira de su fusil, aunque finalmente, según su relato, le perdonó la vida.
Para ese entonces ya había publicado algunas colaboraciones en la sección deportes del Diario Córdoba. Radicado en Buenos Aires, se dedicó al periodismo deportivo, llegando a cubrir el Mundial '78 para tres medios.
En los años 80 fue secretario de prensa del Movimiento Todos por la Patria (MTP), ex PRT. En la madrugada del 23 de enero de 1989 (aún ejerciendo la presidencia Raúl Ricardo Alfonsín, y tras varios levantamientos de carapintadas entre el año 1987 y 1988) se realizó un ataque y ocupación al Regimiento de Infantería Mecanizado 3 encabezado por Enrique Gorriarán Merlo, histórico dirigente del PRT-ERP. Según el MTP, eso era fue para detener un golpe de Estado carapintada y a la vez provocar una insurrección popular manipulando los sentimientos antigolpistas. Tras el fracaso militar que dejó varias personas heridas, muertas y desaparecidas, Alfredo Leuco abandonó la agrupación.

### Década de 1990
En 1997, fue uno de los conductores de Sin límites, con Román Lejtman, Marcelo Longobardi y Luis Majul, en América TV. En una de las emisiones investigaron la pista de Anillaco que pertenecería a Carlos Menem, por entonces presidente de la Nación. El programa fue censurado y su emisión levantada por la empresa, lo que motivó que en el programa Hora Clave, de Mariano Grondona por Canal 9, los conductores fueran enfrentados con el vocero presidencial, Raúl Delgado.
Entre 1998 y 1999 conduce el programa de la comunidad judía Génesis, emitido por la señal pública ATC.
Durante once años desempeñó su tarea en el diario Clarín. Fue jefe de redacción del diario El Cronista. Fue subdirector de las revistas Somos y Gente

### Década del 2000
En el 2001 fue el conductor de Latidos, el primer documental de Ideas del Sur, que fue emitido por Telefé. En el primer programa trató el secuestro de los hijos de Gabriela Arias Uriburu.  Ese mismo año cocondujo “Primera Mano” en radio Continental. 
En el 2004 fue el conductor de Minuto a Minuto, en Radio del Plata. Al año siguiente fue elegido para conducir el informativo central de la señal de noticias A24.  
En 2006 condujo junto a Marcelo Longobardi el programa periodístico Fuego Cruzado, en América TV. En su columna del diario Perfil, en abril de 2009, denunció:

"Hijo de…, comprate un canal si querés hacer periodismo", me dijo a los gritos y por teléfono Daniel Vila un día antes de que se emitiera el último programa de Fuego Cruzado, que yo coconducía con Marcelo Longobardi por América TV. Fue la última vez que hablé con él. Se negaba a que emitiéramos un informe riguroso (que guardo en mi archivo con orgullo) sobre el origen, la ruta y el destino incierto de los tristemente fondos de Santa Cruz. "Esa investigación no va", me dijeron a dúo Vila y su comisario político Román Lejtman, delegado por entonces de Alberto Fernández y Enrique Albistur en el canal'.

En este canal también participó como columnista en varios programas: La Cornisa de Luis Majul, Informe Central de Rolando Graña y en el noticiero de la tarde.
Condujo por la TV Pública el programa Génesis, sobre la comunidad judía argentina.
Desde 2009 hasta 2013 fue columnista de Fernando Bravo en Radio Continental, del Grupo Clarín, y antes en Radio del Plata.
En Radio La Red, fue columnista del programa Espíritu Crítico de Luis Majul. 
Durante varios años formó parte del canal Todo Noticias perteneciente al Grupo Clarín,  donde ha conducido varios programas periodísticos. Desde febrero de 2021 se incorporó a la señal La Nación +, donde conduce El diario de Leuco. Además es el conductor de Le doy mi palabra en Radio Mitre.
El 12 de septiembre de 2010 Leuco denunció amenazas de Lucas Carrasco, ex panelista de Duro de Domar y habitué en 6.7.8, por lo que escribió en República Unida de la Soja y declaró responsable a su integridad, la de su familia y la de sus colaboradores al jefe de Gabinete Aníbal Fernández.

Lucas Carrasco, integrante del aparato de comunicación kirchnerista me amenazó de muerte y prometió ir con una metralleta al canal 26 para matarnos a todos. Alfredo Leuco.

La Cámara de Diputados de la Nación expresar su más enérgico repudio por las amenazas recibidas.
En octubre de 2010 fue nuevamente amenazado por militantes kirchneristas.

## Trayectoria

### Radio
Radio Del Plata
- En ayunas
- Bravo 1030
- Aquí estamos
- Minuto a minuto
- ¿Qué te parece?

Radio Continental
- Primera mano
- Bravo.Continental

Radio La Red
- Espíritu crítico
- Estamos de tu lado

Radio Mitre
- Le doy mi palabra

### Cine
- Los esclavos felices (2004), de Gabriel Arbós

### Libros
- Los herederos de Alfonsín, la historia secreta de la Coordinadora (1987)
- Menem, el heredero de Perón - entre Dios y el diablo (1989)
- Le doy mi palabra (1998)
- Juicio y castigo (2015)

## Premios
Es acreedor de dos diplomas Konex:
- En 2007 la Fundación Konex le otorgó el Diploma al Mérito de los Premio Konex en la disciplina Análisis Político Audiovisual por la última década en Argentina.[20]
- En 2008 fue jurado en la selección de premios de la Fundación Konex.[21]
- En 2017 volvió a ser galardonado con el Diploma al Mérito de los Premio Konex esta vez en la disciplina Televisiva.[22]

Ganó dos premios Martín Fierro:
- 2009, Mejor labor periodística masculina en radio por el programa «Qué te parece» en radio Del Plata.
- 2016, Mejor programa periodístico vespertino en radio AM por el programa «Le doy mi palabra» en radio Mitre.

Ganó dos premios Tato:
- 2015, Mejor programa periodístico en cable por el programa «Los Leuco» en TN.[25]
- 2017, Mejor programa periodístico en cable por el programa «Los Leuco» en TN.